# 哈維·金恩
哈維·愛德華·金恩（英語：Harvey Edward Kuenn，1930年12月4日—1988年2月28日），為前美國職棒大聯盟的游擊手和外野手。生涯效力過老虎、印地安人、巨人、小熊與費城人等隊。金恩是一名右投右打的選手，在退休後，他曾擔任釀酒人的總教練，並在1982年打進世界大賽。

## 職業生涯

### 生涯初期
1952年，金恩和老虎簽約，他也在這年登上大聯盟。1953年，金恩迎來第一個完整球季，整季他繳出3成08的打擊率，並敲出聯盟最多的209支安打。另外他敲出167支一壘安打也是新人史上最多，最終他成功拿下美聯新人王。金恩同時在這年首次入選明星賽，並開啟連續參與10屆明星賽的生涯。1955年10月29日，金恩在威斯康辛州完婚。
接下來兩年，金恩都能繳出3成以上打擊率。1956年，他繳出3成32打擊率和敲出12轟都寫下生涯新高。雖然他在1957年只繳出2成77的打擊率，但隔一年馬上觸底反彈，打擊率來到3成19。他也在1958年開始擔任外野手，並一路當到退休。

### 生涯後期
1959年，金恩以3成53的打擊率拿下美聯打擊王，後來球隊將他交易到印地安人，換來洛基·柯拉維托。而這筆交易也是印地安人球迷俗稱「柯拉維托魔咒」的開始。1960年，金恩繳出3成08的打擊率。隔年他加入巨人，首次來到國聯球隊。他先後效力於小熊和費城人，最後在1966年退休。
1965年，山迪·柯法斯投出完全比賽，而金恩也成為最後一個出局數。

### 教練生涯
1972年，金恩加入釀酒人擔任教練，並在1975年短暫擔任總教練。
1982年季中，金恩接任釀酒人總教練一職。他也成功將球隊帶進隊史首次的世界大賽，雖然最後釀酒人3勝4敗無緣奪冠，但金恩仍獲得美聯年度最佳總教練。
當時釀酒人陣中擁有Cecil Cooper、Ben Oglivie、Gorman Thomas，以及日後入選名人堂的保羅·莫里特、泰德·西蒙斯和羅賓·楊特等人，因此當時的釀酒人也有「哈維撞牆隊」的稱號。
1983年，金恩因為釀酒人戰績不佳而被解雇，之後他轉為球探，繼續在釀酒人發掘新秀。

## 逝世
1988年，金恩因為心臟病和糖尿病引發的併發症去世，享年57歲。同年，他入選威斯康辛州運動員名人堂。2002年，釀酒人在主場設置金恩的匾額，以紀念這位前大聯盟球星。

## 生涯打擊成績
| 出賽次數 | 打席 | 打數 | 得分 | 安打 | 二安 | 三安 | 全壘打 | 打點 | 盜壘 | 保送 | 三振 | 打擊率 | 上壘率 | 長打率 | OPS  |
| -------- | ---- | ---- | ---- | ---- | ---- | ---- | ------ | ---- | ---- | ---- | ---- | ------ | ------ | ------ | ---- |
| 1833     | 7618 | 6913 | 950  | 2092 | 356  | 56   | 87     | 671  | 68   | 594  | 404  | .303   | .357   | .408   | .765 |

## 外部連結
- 球員資訊和成績在MLB，ESPN，Baseball-Reference，Fangraphs（英文）